# Zjaksilijk Usjkempirov
Zjaksilijk Usjkempirov, född 6 maj 1951 i Bayzak-distriktet i Kazakstan, död 2 augusti 2020 i Nur-Sultan (nuvarande Astana), var en sovjetisk brottare som tog OS-guld i lätt flugviktsbrottning i den grekisk-romerska klassen 1980 i Moskva. 